# Grand Hotel (Point Clear, Alabama)
El Grand Hotel de Point Clear, Alabama, con vistas a Mobile Bay, es un hotel histórico construido en 1847. Está incluido en el Registro Nacional de Hoteles Históricos de América y ha sido agregado a la Colección de Autógrafos de Marriott.Originalmente tenía dos pisos y 40 habitaciones. A partir de 2020 cuenta con más de 400 habitaciones en cinco edificios, incluida una amplia área de spa de 20,000 pies cuadrados.

## Point Clear en la Segunda Guerra Mundial
En 1944 sirvió como base de operaciones para la Operación Ivory Soap en la Segunda Guerra Mundial. En el Teatro del Pacífico, Estados Unidos utilizó la (estrategia) Leapfrogging como un medio para capturar islas en poder de los japoneses que tenían una ventaja estratégica o táctica. El Comandante del Cuerpo Aéreo del Ejército de EE. UU., Henry "Hap" Arnold, entendió que los aviones estadounidenses necesitaban depósitos aéreos móviles para apoyar sus esfuerzos en el Pacífico. El teniente coronel Matthew Thompson supervisó la Operación Ivory Soap desde una suite en el Grand Hotel. El Nineteenth Century Alabama Hotel albergó a soldados y sirvió como centro de entrenamiento marítimo para capacitar a las tropas en habilidades que incluyen natación, calistenia especial, marcha, ejercicios, navegación, identificación de barcos, señalización, manejo de carga, orientación de barcos, fabricación de velas y operaciones anfibias. La escuela produjo 5000 marineros entrenados del Ejército que participaron en operaciones en las Filipinas, Iwo Jima y Guam. El entrenamiento que recibieron estas tropas gracias a la Operación Ivory Soap permitió a los soldados ayudar a salvar innumerables vidas y aeronaves. El nombre "Jabón de marfil" según Col. Thompson se derivó del hecho de que, al igual que las Unidades de Reparación de Aeronaves experimentales, los militares querían desplegar flotadores de jabón de marfil. todavía está en funcionamiento en la costa este de Mobile Bay hoy.